# Desaparición de Charlene Downes
Charlene Downes (nacida el 25 de marzo de 1989) desapareció el 1 de noviembre de 2003, cuando tenía 14 años, de su ciudad natal de Blackpool, una ciudad costera en el noroeste de Inglaterra. Fue vista por última vez en una zona del centro de la ciudad en la que había varios establecimientos de comida rápida y para llevar. La policía de Lancashire, la fuerza policial que investiga su desaparición, cree que fue asesinada a las pocas horas de la última vez que se la vio.  
En relación con esta desaparición dos hombres fueron juzgados en mayo de 2007, uno por el asesinato de Downes, el otro por ayudar a deshacerse de su cuerpo, pero el jurado no llegó a un veredicto. Se programó un nuevo juicio, pero en abril de 2008 los acusados fueron liberados debido a que no existía certeza en las pruebas reunidas por la Policía de Lancashire.
Los juicios revelaron lo que Julie Bindel describió en The Guardian como "abuso sexual infantil endémico" en la ciudad. La policía cree que, durante un período prolongado antes de su desaparición, Charlene había sido víctima de abuso sexual infantil a manos de uno o más hombres. Entrevistaron a 3.000 personas y descubrieron que ella y otras chicas de la zona habían estado "intercambiando sexo por comida, cigarrillos y afecto",  una forma de explotación sexual infantil conocida como aseo local. Se cree que 60 niñas de la ciudad pudieron haber sido explotadas.
El 1 de agosto de 2017, un hombre de 51 años fue arrestado bajo sospecha de asesinar a Charlene y fue puesto en libertad dos días después. Se ofrece una recompensa de 100,000 £  por información que conduzca a la condena de su (s) asesino (s) o la recuperación de su cuerpo.

## Antecedentes
Charlene vivía en Buchanan Street, Blackpool, con sus padres, Karen Downes y Robert Downes, un exsoldado, así como con su hermano y sus dos hermanas. La familia se había mudado a Blackpool desde West Midlands en 1999. Charlene asistió a la escuela de San Jorge, en Blackpool. Aunque el tribunal la describió como que estaba "bien y era feliz", había tenido un estilo de vida "caótico" después de ser expulsada de la escuela, frecuentando el área de alrededor del Paseo Central de Blackpool.
Según un informe policial interno, Downes era una de las 60 niñas en Blackpool, algunas de apenas 11 años, que habían sido preparadas por hombres para llevar a cabo actos sexuales. Los empleados masculinos de los establecimientos de comida rápida les darían a las niñas comida y cigarrillos a cambio de sexo.

## Último avistamiento
La madre de Charlene, Karen Downes, habló por última vez con Charlene temprano en la noche del 1 de noviembre de 2003, en el centro de Blackpool. Charlene llevaba jeans negros con un diseño de águila dorada en el frente, un jersey negro con un patrón de diamantes blancos y botas negras. La policía dice que  también pudo haber llevado un cárdigan blanco o una blusa con capucha.
Karen estaba en Church Street repartiendo propaganda para un restaurante indio cuando vio a Charlene y una de sus otras hijas, Rebecca, alrededor de las 6:45 p. m.. Las tres hablaron brevemente. Rebecca dijo que se iba a casa; Charlene dijo que iba a encontrarse con algunas amigas. Las llamó desde una cabina telefónica local, luego esperó con su madre hasta que llegaron. Karen vio a las chicas ir juntas hacia los jardines de invierno. Esa fue la última vez que vio a su hija.
Las amigas pasaron poco tiempo juntas. Charlene se encontró luego con otro amigo alrededor de las 9:30 p. m. y estuvieron en el Carousel Bar en el muelle costero de North Pier. Hay imágenes de CCTV de una niña a las 9 p. m. en el cruce de Dickson Road y Talbot Road (una vía principal que conduce desde North Pier al centro de la ciudad) que se cree que es Charlene; está con una mujer no identificada de unos 30 años con cabello rubio teñido y un abrigo de tres cuartos de largo.  Según el amigo de Charlene, ella y Charlene salieron del Carousel Bar y regresaron al centro de la ciudad alrededor de las 10 p. m.. Su amiga la vio por última vez alrededor de las 11 p. m. cerca de Talbot Road / Abingdon Street.

## Juicio por asesinato
Tras la decisión de la policía de tratar la desaparición de Charlene como asesinato, hubo varios arrestos en el caso, y dos hombres fueron juzgados en mayo de 2007. La fiscalía alegó en el Tribunal de la Corona de Preston que Charlene había sido asesinada por Iyad Albattikhi, un hombre de 29 años de Jordania y propietario del restaurante de comida rápida "Funny Boyz" en Blackpool. Mohammed Reveshi, socio comercial de Albattikhi, fue acusado de deshacerse de su cuerpo. Según la fiscalía, Albattikhi tuvo relaciones sexuales con Charlene. La fiscalía alegó que los hombres habían discutido la posibilidad de deshacerse de su cuerpo poniéndolo en kebabs vendidos en la tienda de comida rápida.
El jurado no logró llegar a un veredicto. Se ordenó y programó un nuevo juicio para abril de 2008, pero se identificaron errores tan graves en la prueba de vigilancia encubierta de la Policía de Lancashire que el Servicio de Fiscalía de la Corona no podía acusar a nadie, y los dos hombres fueron liberados. En 2011, Albattikhi fue declarado culpable de asalto después de golpear la cabeza a una mujer de 18 años.
Después de un informe crítico de la Comisión de Quejas de la Policía Independiente, uno de los detectives involucrados, el sargento Jan Beasant, fue declarado culpable de mala conducta por parte de la policía de Lancashire y se le dijo que renunciara a su puesto, pero el Tribunal de Arbitraje de la Policía revocó la decisión. En 2014, el abogado de Beasant dijo que había demandando a la policía por hasta 500,000 £, ya que sus transcripciones eran de hecho completamente precisas.

## Publicidad posterior

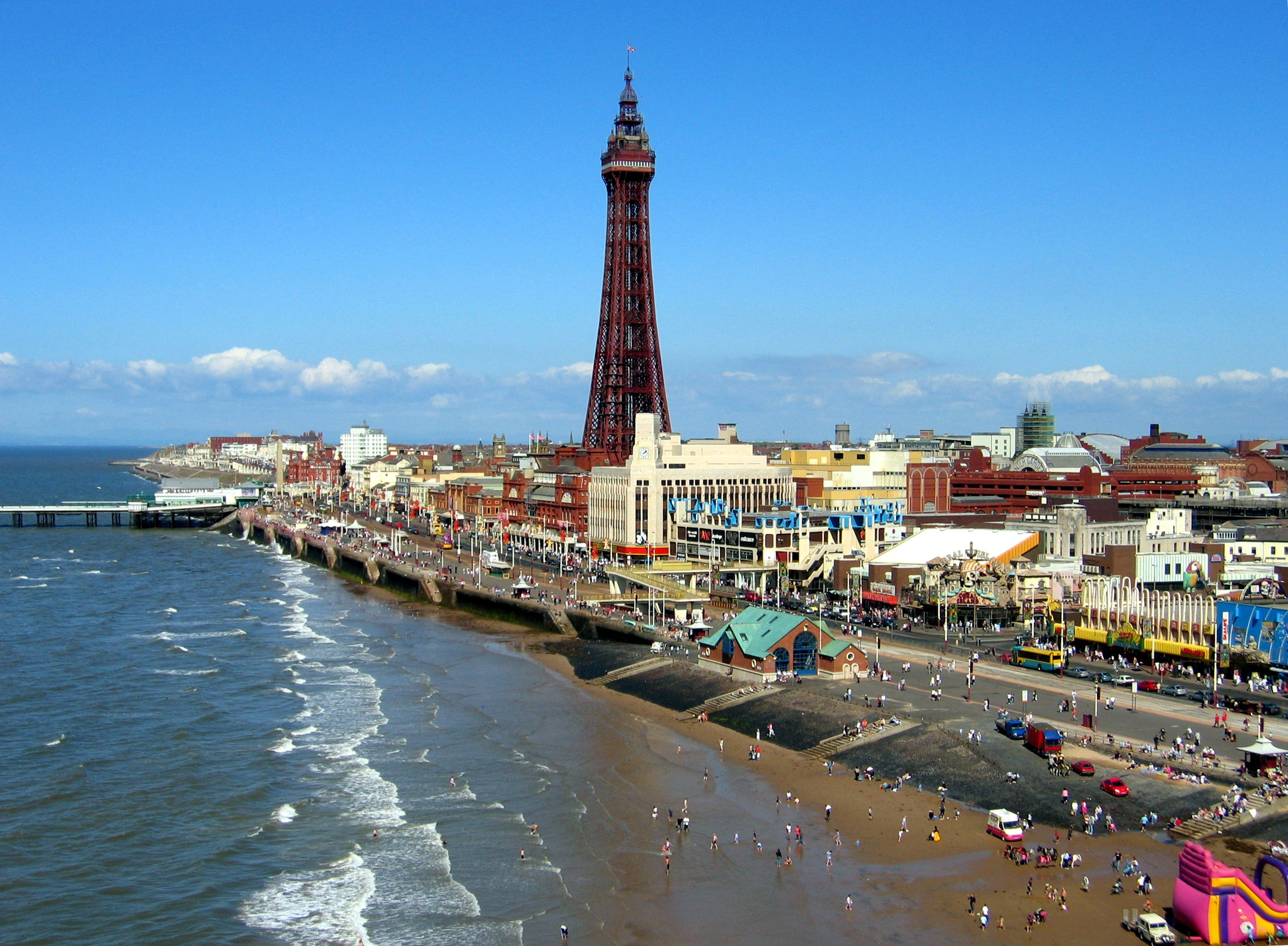
Torre de Blackpool en el paseo central

El juicio llamó la atención pública sobre lo que Julie Bindel describió como "abuso sexual infantil endémico" en Blackpool. Según un informe policial, los empleados de 11 tiendas de comida para llevar del centro de la ciudad habían estado preparando a docenas de chicas blancas de entre 13 y 15 años, dándoles cigarrillos, comida y alcohol para que practicaran sexo con ellos. Mick Gradwell, un ex superintendente de detectives de la policía de Lancashire, dijo que la investigación policial sobre la "preparación" de niños en Blackpool, Blackburn y Burnley había sido "obstaculizada por no ser políticamente correcta", según el Daily Telegraph, porque las chicas eran blancas y los perpetradores no eran blancos.
En julio de 2013, el periodista Sean Thomas señaló en The Daily Telegraph que el artículo original de Charlene Downes en Wikipedia había sido eliminado, en junio de 2007, y argumentó que esto podría indicar un sesgo editorial con respecto a los asesinatos "racializados" de víctimas blancas, que, escribió, reciben menos cobertura mediática que asesinatos similares de víctimas negras y de minorías étnicas.
La desaparición de Charlene se convirtió en el tema de un programa de la BBC One Panorama - "The Girl Who Vanished", el 10 de noviembre de 2014. En diciembre de 2014, BBC Crimewatch organizó una reconstrucción de la última vez que se había visto a Charlene, y la policía ofreció una recompensa de 100,000 £ por información que condujera a la condena del asesino (s) o la recuperación del cuerpo.
En abril de 2008, la semana después del fracaso del intento de nuevo juicio, Karen Downes apuñaló a su esposo durante una discusión. Las heridas fueron leves y este se negó a presentar cargos, diciendo que estaba enloquecida por la preocupación y la frustración. En marzo de 2009, la hermana de Charlene, Emma, se declaró inocente del asalto agravado racialmente contra el hermano del hombre que había sido acusado de asesinar a Charlene. Sostuvo que su asalto al hermano del hombre nunca había sido motivado por cuestión de raza; el primer día de su juicio, la fiscalía aceptó su petición de agresión común, un delito menos grave. Fue sentenciada a servicio comunitario. En 2012, el hermano menor de Charlene admitió en el tribunal que golpeó al hombre que había sido acusado de ayudar a deshacerse del cuerpo de su hermana. Le pusieron una multa y una sentencia que fue suspendida.

## Arresto en 2017
El 1 de agosto de 2017, la policía arrestó a un hombre de 51 años de Preston, que vivía en Blackpool en el momento de la desaparición de Charlene, bajo sospecha de haberla asesinado. Fue puesto en libertad dos días después.